# Apodyterium

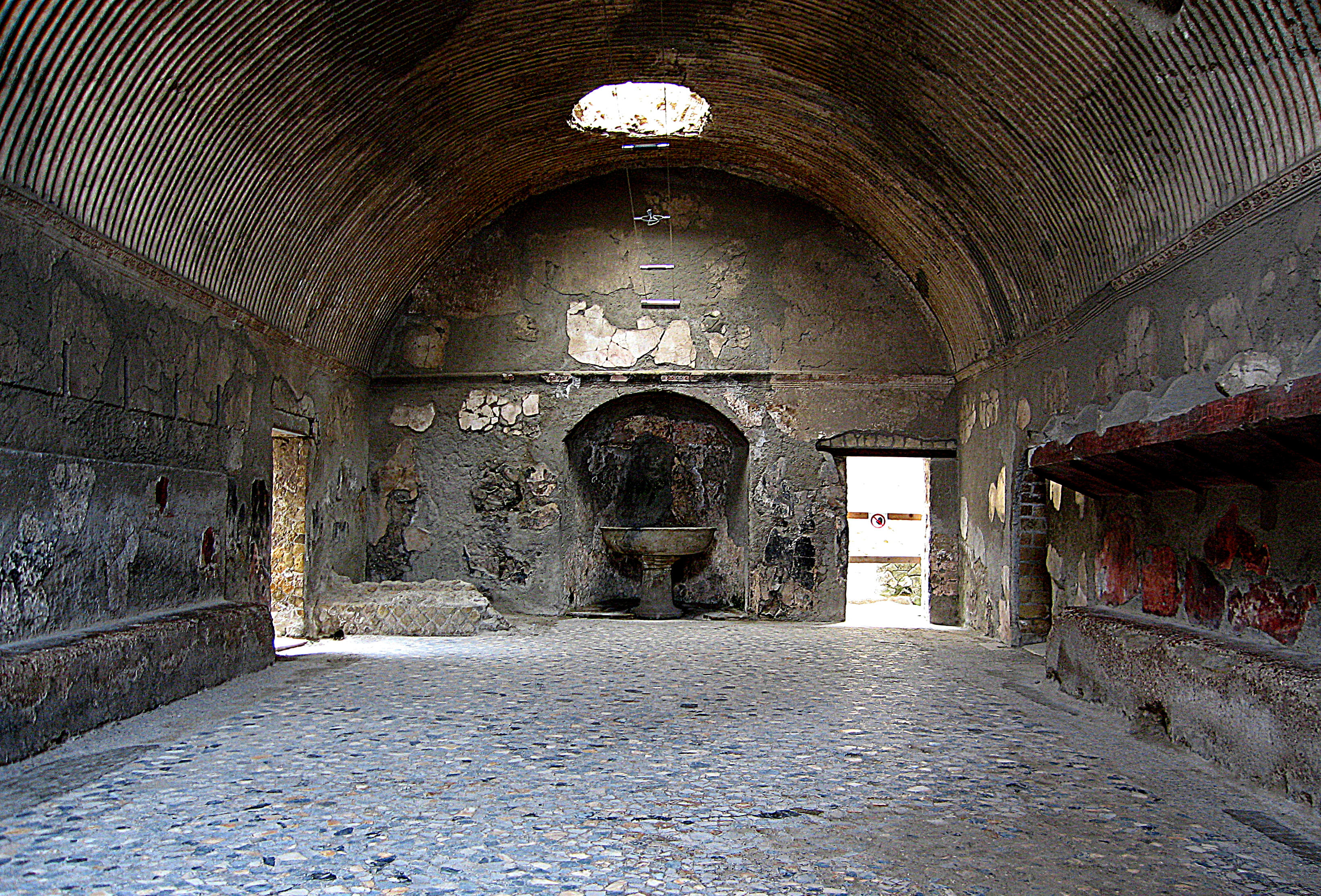
Apodyterium van de thermen van Herculaneum

Het apodyterium (van het Oudgrieks ἀποδυτήριον, plaats om zich te ontkleden) was in de Romeinse thermen de voornaamste toegang tot de openbare baden, bestaande uit een grote kleedkamer met hokjes of planken waar bezoekers kleding en andere bezittingen konden opbergen tijdens het baden. 
Welgestelde mannen en vrouwen namen een of meer slaven mee naar het bad, die de benodigde badspullen voor hen droegen:  sport- en badkleding, sandalen, linnen handdoeken, en een toiletuitrusting die bestond uit zalfolie, parfum, een spons, en strigils (gebogen metalen instrumenten die gebruikt werden om olie, zweet en vuil van het lichaam te schrapen). Een van de eigen slaven, of een slaaf die men bij de baden inhuurde (een capsarius genaamd), paste in het apodyterium op de kleding en andere bezittingen terwijl de bezoekers zich in het bad vermaakten.
Vooral het apodyterium van de thermen van Pompei is bekend, dit vanwege de erotische muurschilderingen die er gevonden zijn.